# Noel Charles

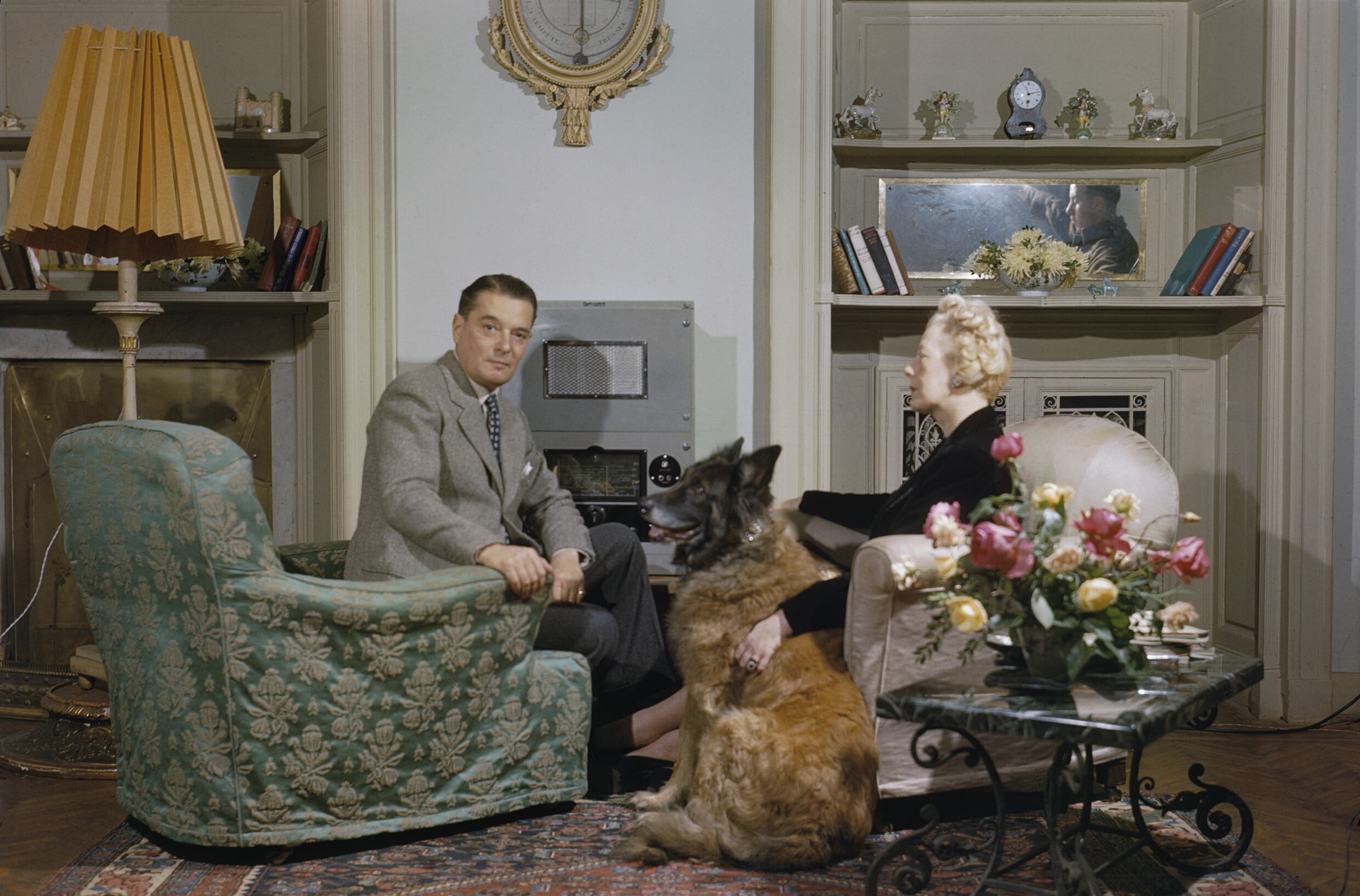
Sir Noel Charles, 3. Bt., mit seiner Ehefrau (12. Dezember 1944)

Sir Noel Hughes Havelock Charles, 3. Baronet, KCMG, MC (* 20. November 1891; † 8. September 1975) war ein britischer Diplomat, der unter anderem von 1941 bis 1944 Botschafter in Brasilien, zwischen 1944 und 1947 Hochkommissar  in Italien im Range eines Botschafters sowie von 1949 bis 1951 Botschafter in der Türkei war. Er war zudem zwischen 1947 und 1949 Assistierender Unterstaatssekretär im Außenministerium (Foreign Office).

## Leben
Charles war der zweite Sohn des Major-General Sir Havelock Charles, 1. Baronet (1858–1934), der als Militärarzt in Britisch-Indien diente und 1928 in der Baronetage of the United Kingdom zum erblichen Baronet, of Waltham Abbey in the County of Essex, erhoben wurde, aus dessen Ehe mit Gertrude Seton Gordon († 1923). Sein älterer Bruder Allen Aitchison Havelock Charles (1887–1936) diente als Captain der Royal Fusiliers (City of London Regiment) und erbte beim Tod des Vaters 1934 dessen Titel als 2. Baronet. Er selbst begann nach dem Besuch der renommierten 1567 gegründeten Rugby School ein Studium am Christ Church College der University of Oxford, welches er 1912 mit einem Bachelor of Arts (B.A.) beendete. Nach Ausbruch des Ersten Weltkrieges wurde er am 26. September 1914 mit dem temporären Dienstgrad eines Second Lieutenant in die Infanterie der British Army übernommen und leistete bis 1919 Kriegsdienst. Für seine militärischen Verdienste wurde er 1917 mit dem Military Cross (MC) ausgezeichnet, zwei Mal im Kriegsbericht erwähnt (Mentioned in dispatches) und bis in den temporären Rang eines Captain befördert.
Nach Kriegsende trat Charles am 23. April 1919 als Dritter Sekretär (Third Secretary) in den Diplomatischen Dienst (Diplomatic Service) des Außenministeriums (Foreign Office) ein und wurde am 22. Dezember 1924 zum Esquire des Order of Saint John (EsqStJ) ernannt. Im Laufe seiner darauf folgenden Tätigkeit wurde Charles am 22. Mai 1925 zum Ersten Sekretär (First Secretary) und war nach seiner Ernennung zum kommissarischen Botschaftsrat (Acting Counsellor) am 19. Januar 1934 zwischen 1934 und 1936 an der Botschaft in der Sowjetunion tätig. Danach war er vom 6. März 1936 bis 1937 Botschaftsrat an der Botschaft in Belgien.
Beim Tod seines kinderlos verstorbenen Bruders Sir Allen Charles, 2. Baronet, erbte Noel Charles am 26. August 1936 dessen Titel als 3. Baronet und wurde am 11. Mai 1937 zudem als Companion des Order of St Michael and St George (CMG) ausgezeichnet. Nachdem er zwischen 1937 und 1939 Botschaftsrat an der Botschaft im Königreich Italien war, fungierte er vom 17. Oktober 1939 bis 1940 als Gesandter an der Botschaft in Rom. Im Anschluss war er zwischen dem 17. Juli 1940 bis 1941 Gesandter an der Botschaft in Portugal und wurde für seine Verdienste zum 24. Juni 1941 zum Knight Commander des Order of St Michael and St George (KCMG) erhoben.
Im Anschluss übernahm Sir Noel Charles am 19. September 1941 von Sir Geoffrey Knox den Posten als Botschafter in Brasilien und bekleidete dieses Amt in Rio de Janeiro bis 1944, woraufhin Sir Donald St. Clair Gainer ihn ablöste. Er selbst wurde 1944 nach der Wiederaufnahme diplomatischer Beziehungen Hochkommissar  in Italien im Range eines Botschafters und hatte diese Funktion bis zu seiner Ablösung durch Sir Victor Mallet 1947 inne, der wiederum regulärer Botschafter wurde. Er wurde am 1. Dezember 1945 auch Knight des Order of Saint John (KStJ) und war nach seiner Rückkehr zwischen 1947 und 1949 im Außenministerium Leiter der Unterabteilung Südamerika und Konsularangelegenheiten (Assistant Under-Secretary for Foreign Affairs, South America and Consular). Zuletzt löste er am 20. April 1949  Sir David Victor Kelly als Botschafter in der Türkei ab und hatte dieses Amt in Ankara bis zu seinem Eintritt in den Ruhestand 1951 inne, woraufhin Sir Knox Helm seine dortige Nachfolge antrat.
Sir Noel Charles absolvierte noch ein postgraduales Studium am Christ Church der University of Oxford, welches er 1968 mit einem Master of Arts (M.A.) beendete. Er war zwei Mal verheiratet. In erster Ehe heiratete er am 18. November 1916 Grace Edith Bevir († 1955). Nach dem Tod seiner ersten Frau heiratete er am 6. November 1957 in zweiter Ehe Gipsy Joan Lawrence. Da beide Ehen kinderlos blieben, erlosch sein Baronettitel bei seinem Tod, 1975.